# This Wheel's on Fire - Levon Helm and the Story of The Band
This Wheel's on Fire - Levon Helm and the Story of The Band es una autobiografía del músico estadounidense Levon Helm, publicada en 1993 y enfocada en su carrera profesional como miembro del grupo de rock The Band. 
El libro, coescrito con el periodista Stephen Davis, traza la vida de Helm desde su infancia en el Sur de los Estados Unidos, pasando por sus años como batería y cantante de The Band, hasta su intento por emprender una carrera en solitario tras la disolución del grupo en 1976.
El libro es notable por dar una visión intrínseca de la evolución de un grupo musical de rock and roll, así como por responsabilizar de la descomposición y ruptura de The Band al guitarrista Robbie Robertson. Entre las principales acusaciones que Helm formula en su biografía contra Robertson incluye la autoapropiación de derechos de autor sobre canciones compuestas por otros miembros de The Band, así como la elaboración de The Last Waltz, un documental dirigido por Martin Scorsese sobre el último concierto ofrecido por el grupo, en torno a la figura de Robertson como líder y principal miembro de The Band, ya que gran parte de las escenas incluyen a Robertson en detrimento de Richard Manuel o Garth Hudson. A pesar de la general unanimidad de la prensa musical y cinematográfica en destacar The Last Waltz como uno de los mejores documentales de la historia del rock, Helm definió la película como «una monumental tomadura de pelo».
La crítica de Helm hacia Robertson está equilibrada en This Wheel's On Fire por su elogio a otros músicos, especialmente al resto de compañeros de The Band e incluso al propio Robertson, a quien describió en el libro como un guitarrista con talento y con presencia escénica.